# Pía Slapka
María Pía Slapka Butler (Palermo, Buenos Aires Argentina; 5 de abril de 1983) más conocida como Pía Slapka es una modelo y presentadora de televisión argentina.

## Carrera profesional
Slpaka comenzó su carrera como modelo en 1996 con 13 años cuando la vieron en un local de ropa de Mimo & Co. y la convocaron para realizar una campaña para la misma marca. En el 2000, a los 17 años, Pía trabajó para la marca Caro Cuore en un desfile junto a Araceli González y Valeria Mazza, siendo nombrada por el estilista Roberto Giordano como «la nueva Valeria Mazza». En los años siguientes modeló para Kosiuko, Revlon y Armani. Durante ese tiempo formaba parte de la agencia Dotto Models, pero luego de conocer a Paul García Navarro en 2001 pasó a formar parte de su agencia en ese entonces llamada GN Models, que tiempo después fue renombrada como Multitalent. En 2003, le llegó su primera oportunidad laboral televisiva, siendo llamada por Juan Gujis para que lo acompañe en la conducción del programa El show creativo emitido por Canal 9 del cual fue parte hasta el 2008. En 2005, Slapka fue convocada por el mismo canal para conducir sola su primer programa al cual titularon 10 M, que estaba dedicado a presentar notas y entrevistas a músicos.
En 2010, Pía decide volver a la televisión para conducir el programa Mi hijo no come por Utilísima, el cual estaba dedicado a conocer sobre la alimentación de los chicos en sus primeros años de vida. Ese mismo año, pasó por un casting para reemplazar a Zaira Nara en la segunda temporada del programa de concursos Justo a tiempo conducido por Julián Weich y emitido por Telefe. En 2011, realizó una participación especial en la serie Los Únicos de El trece, donde apareció como una de las modelos del desfile de moda.
A partir del 2012, Slapka se volvió la conductora del programa Jardineras que fue emitido por Utilísima y luego por Fox Life hasta el 2015. En 2013, formó parte del programa Tu vida más simple, el cual compartía la conducción con Narda Lepes y Mariano Peluffo en Fox Life. Ese año, Pía fue convocada para participar del reality de saltos ornamentales Celebrity Splash emitido por Telefe, del cual resultó ser la primera eliminada tras un fallido debut con su salto. En 2014, Slapka ofició como jurado en el programa El emprendedor del millón de Telefe junto a Andy Freire y Ricky Pashkus.
Su siguiente trabajo fue la conducción del reality show La colección televisado a la medianoche por Telefe, donde buscaban al mejor diseñador del país. Ese mismo año, Pía fue la encargada de conducir el programa Mamás 3.0 (2016–2017) por la pantalla de FWTV. Además, Slapka fue convococada para presentar el programa de moda No te lo pongas por Discovery Home & Health, el cual regresó con otra temporada en 2018 con Santiago Artemis.
En 2017, Slapka anunció su retirada de las pasarelas de moda para dedicarse a la conducción y al estudio de la carrera de Locución. Ese año, Pía es nuevamente convocada por Discovery Home & Health para conducir la segunda temporada del programa Vestido de novia junto a Benito Fernández. En 2019, fue llamada por la productora Jotax para conducir el programa de belleza Transformación total en la pantalla de América TV. Al año siguiente, Jotax la convocó nuevamente para conducir el programa Arena Life (2020) por el mismo canal.
En 2020, Pía se convirtió en una de las figuras principales del canal IP, donde fue convocada para conducir junto a Maxi Legnani en Somos PM y El Planeta Urbano, programa de la revista propietaria del Grupo Octubre. El 12 de marzo de 2022, se estrena en Canal 9 con la conducción de Tomás Dente La tarde del Nueve.

## Vida personal
En octubre de 2003, a los 20 años, Slapka contrajo matrimonio con el agente Paul García Navarro, con quien se conoció en Punta del Este y estuvo de novia desde los 18 años, sin embargo, en marzo de 2018 la pareja confirmó que estaban separados. En 2007, Pía anunció que estaban esperando su primer hijo, que nació el 19 de junio de 2008 y al cual nombraron Benjamín. En 2011, anunciaron que estaban esperando su segundo hijo, el cual nació el 13 de junio de 2012 y lo llamaron Gerónimo.

## Televisión
| Año       | Título                    | Rol          | Notas          |
| --------- | ------------------------- | ------------ | -------------- |
| 2003-2008 | El show creativo          | Coconductora |                |
| 2005-2006 | 10 M                      | Conductora   |                |
| 2010      | Mi hijo no come           | Conductora   |                |
| 2010      | Justo a tiempo            | Asistente    |                |
| 2011      | Los Únicos                | Ella misma   | Capítulo 63    |
| 2012-2015 | Jardineras                | Conductora   |                |
| 2013-2015 | Tu vida más simple        | Conductora   |                |
| 2013      | Celebrity Splash          | Participante | 1.ra eliminada |
| 2014-2015 | El emprendedor del millón | Jurado       |                |
| 2016      | La colección              | Conductora   |                |
| 2016-2017 | Mamás 3.0                 | Conductora   |                |
| 2016-2018 | No te lo pongas           | Conductora   |                |
| 2017      | Vestido de novia          | Conductora   |                |
| 2019      | Transformación total      | Conductora   |                |
| 2020      | Arena Life                | Conductora   |                |
| 2020-2021 | Somos PM                  | Conductora   |                |
| 2021-2022 | El planeta urbano         | Conductora   |                |
| 2022-2023 | La tarde del Nueve        | Conductora   |                |

## Premios y nominaciones
| Año  | Organización                | Categoría                 | Trabajao   | Resultado | Ref(s) |
| ---- | --------------------------- | ------------------------- | ---------- | --------- | ------ |
| 2005 | Cámara Argentina de la Moda | Mejor Modelo Publicitaria | Ella misma | Nominada  | [ 2 ]  |